# Roches, Bern
Roches är en ort och kommun i distriktet Jura bernois i kantonen Bern, Schweiz. Kommunen har 196 invånare (2023).